# جاوا اف‌اکس

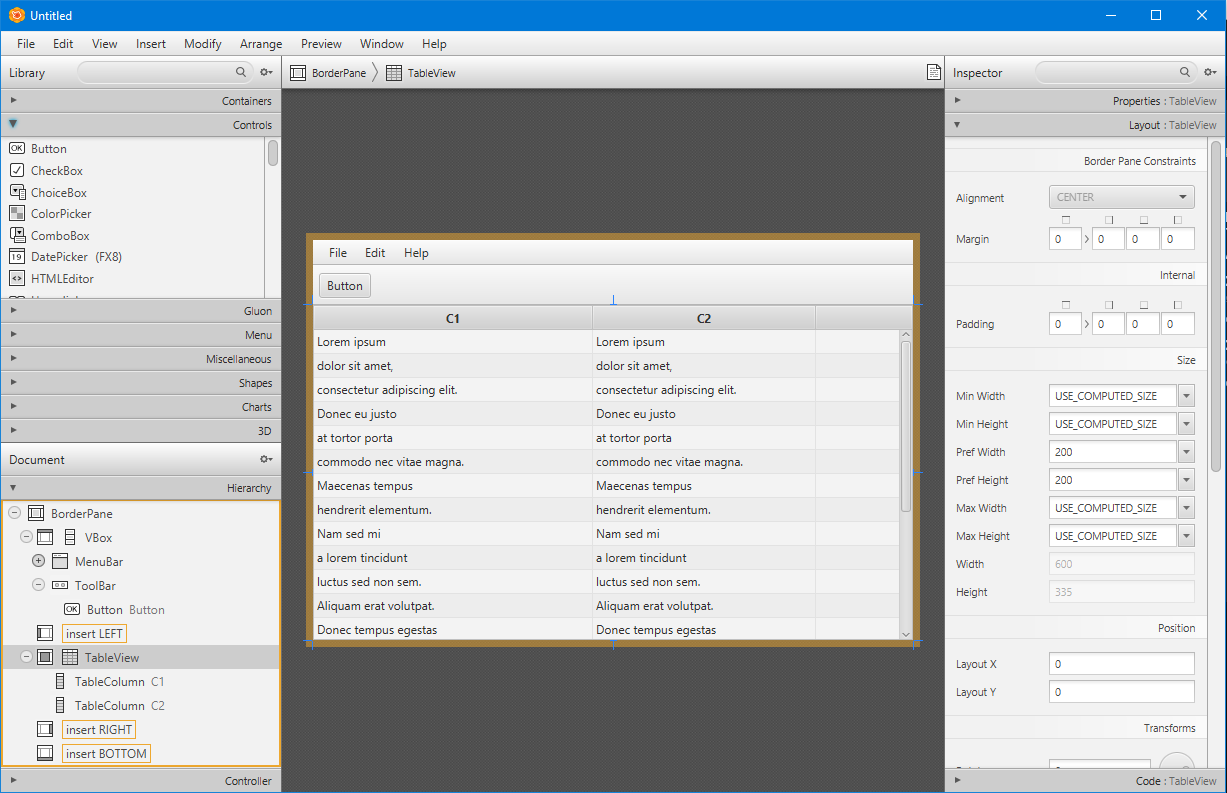
جاوااف‌اکس (به انگلیسی: JavaFX) سکوی جاوایی است که برای خلق و تحویل کاربردهای غنی اینترنتی که بتواند در پهنهٔ وسیعی از دستگاه‌های متصل به اینترنت اجرا گردد.

جاوااف‌اکس (به انگلیسی: JavaFX) سکوی جاوایی است که برای خلق و تحویل کاربردهای غنی اینترنتی که بتواند در پهنهٔ وسیعی از دستگاه‌های متصل به اینترنت اجرا گردد. نگارش کنونی آن توسعه دهندگان را قادر به ساخت برنامه برای محیط‌های رایانه رومیزی، دستگاه‌های بازی ویدئویی، پخش‌کننده‌های بلوری، و سایر سکوها را شامل می‌شود.
جاوااف ایکس، بر مبنای فناوری جاوا ایجاد گردیده است.
در نگارش رایانه رومیزی، هم‌اکنون از سیستم عاملهای ویندوز اکس‌پی، ویندوز ویستا، مکینتاش، پشتیبانی می‌نماید. در نگارش جاوا اف ایکس ۱٫۲، سان نسخه‌های اولیه‌ای را برای لینوکس و اپن سولاریس ارائه نمود.

در نگارش موبایل، جاوا اف ایکس، قابلیت اجرایی در سیستم عامل‌هایی چون، سیمبیان، ویندوز موبایل، و سیستم عامل‌های بی‌درنگ را داراست.
نگارش کنونی این سکو، شامل اجزا زیر است:
1. کیت توسعه نرم‌افزار جاوا اف ایکس: که شامل کامپایلر، ابزار زمان اجرایی، گرافیکی، خدمات رسانه‌ای وب و کتابخانه غنی متنی است.
2. محیط توسعه نتبینز برای جاوا اف ایکس: نتبینز امکان اضافه کردن با استفاده از صفحه‌ای برای کشیدن و رها کردن برای اضافه نمودن اشیایی با قابلیت حرکت، پویانمایی و همچنین مجموعه از نمونه‌ها و مثال‌ها برای یادگیری. برای اکلیپس، افزونهای تحت حمایت پروژه کنایی وجود دارد.
3. ابزارها و افرونه‌هایی برای کارهای خلاق: افزونه‌هایی برای تبدیل گرافیک موجود در ادوب فوتوشاپ و ادوب ایلاستریتور به کدهای جاوا اف ایکس را داراست. ابزارهایی برای تبدیل اس وی جی به کدهای جاوا اف ایکس.

صاحب نظران بر این باورند که این محصول در بازار سامانه‌های رایانه رومیزی، با محصولاتی چون ادوب فلش پلیر، ادوبی ایر، اپن لاسزلو و سیلورلایت مایکروسافت، در رقابت خواهد بود.

## مباحث مهم تکنیکی
- نمایه مشترک. جاوااف‌اکس بر اساس مفهوم «نمایه مشترک» برای توسعه در تمام دستگاه‌های پشتیبانی‌کننده جاوااف‌اکس در نظر گرفته شده‌است. این رویکرد، این امکان را فراهم می‌آورد تا توسعه دهندگان، در هنگام ساختن برنامه برای اهداف رایانه رومیزی و موبایل از یک برنامه یکسان استفاده نمایند و بسیاری از بخش‌های گرافیکی، و محتوایی را بین موبایل و رابانه‌های رومیز به اشتراک گذارد. البته برای استفاده کامل از توانایی‌های دسکتاپ و موبایل، از نگارش ۱٫۲ آن، از رابط برنامه‌نویسی نرم‌افزار خاص منظوره برای هر یک از این دو دو خانواده در تظر گرفته شد.
- کشیدن برای نصب. از دید کاربر نهایی، منظور از کشیدن برای نصب، هنگامی که کاربر (مثلاً برنامه‌ای را در صفحه وب) مشاهده می‌نماید، می‌تواند آن را بکشد و در صفحه رایانهٔ خود رها نماید و آن ابزار ویدجت در رایانه قرار گرفته و نصب می‌شود، بدون آن که در خود برنامه خللی وارد گردد. حتی بعد از بستن مرورگر وب، به کارش ادامه می‌دهد. این برنامه حتی قادر به اجاره دوباره با استفاده از دابل کلیک بر روی آن است. سان به نحوی بسیار گسترده بر روی این امکان مانور داده و اعلام کرده کرد که این تکنیک، یک مدل جدید و گسترده را بر روی توسعه دهندگان برای دوری از مرورگرهای وب باز می‌نماید.

## تاریخچه
جاوا اف ایکس اسکریپت، بخش اسکریپتی جاوا اف ایکس، ابندا در پروژه شخصی به نام جان اولیور با نام F3 آغاز به کار کرد. سان میکروسیستم، اولین بار در کنفرانس جاوا وان، در سال ۲۰۰۷ این محصول را معرفی نمود.

در ماه می سال ۲۰۰۸، سان میکروسیسم اعلام داشت که تا سه ماهه سوم سال ۲۰۰۸، این محصول را برای رایانه‌های رایانه رومیزی و موبایل ارائه خواهد نمود. در این اعلان عمومی همچنین ارائه اولین دستگاه می‌تنی بر جاوا اف ایکس نیمهٔ سال دوم ۲۰۰۹ اعلام شده بود. سان در قراردادی چند ساله با شرکت او ۲، متعهد شد تا قابلیت‌های کامل ویدئویی جاوا اف ایکس را بروی کدک‌های ویدئویی آن شرکت قرار دهد.

از سال ۲۰۰۸ توسعه دهندگان قادر به بارگیری یک پیش نمایش ابزار توسعه برای ویندوز و مکینتاش به عنوان یک افزونهٔ نتبینز بودند. تا اینکه در ۴ دسامبر ۲۰۰۸(۱۴ آذر ۱۳۸۷)، سان نسخه اولیه با نام جاوا اف ایکس را ارائه نمود.

### جاوا اف ایکس ۱٫۱
جاوا اف ایکس برای موبایل به عنوان بخش از نگارش ۱٫۱ آن در ۲۴ بهمن ۱۳۸۷ ارائه گردید.

### جاوا اف ایکس ۱٫۲
این نگارش در کنفرانس جاوا وان، در ۲ ژوئن سال ۲۰۰۹(۱۲ خرداد ۱۳۸۸)، معرفی شد. این نگارش با ویژگی‌های زیر ارائه گردید:
- پشتیبانی اولیه از لینوکس و سولاریس،
- کنترل و طرح بندی توکار،
- پوسته کنترل‌های سی اس اس،
- ابزار توکار برای رسم نمودار
- مدیریت ورودی خروجی
- افزایش سرعت

### جاوا اف ایکس ۱٫۳
این نگارش در ۲۲ آوریل سال ۲۰۱۰ (۲ اردیبهشت ۱۳۸۹) منتشر شد و ویژگی‌های زیر را داراست:
- افزایش کارایی
- پشتیبانی از سکوهای بیشتر
- بهبود پشتیبانی برای واسط‌های کنترلی

## جاوا اف اکس ۲
جاوا اف‌ایکس ۲٫۰ است. این نگارش در ۱۰ اکتبر ۲۰۱۱ معرفی شد. این نگارش موارد جدید را مطرح ساخت. رابط برنامه‌نویس کمکی جدیدی ارائه شده که توسعه‌دهنده‌ها را قادر می‌سازد تا بدون داشتن دانشی دربارهٔ زبان اسکریپت نویسی، از توانایی‌های جاوااف ایکس استفاده نمایند. پشتیبانی از انقیاد دیررس، انقیاد عبارات، دنبالهٔ عبارات مرزی و انقیاد جزیی در باز-ارزیابی از موارد مهم ارائه شده در نگارش جدید هستند. رابط برنامه‌نویسی روزآمد شده‌است تا توانایی نخ جزیی را بسیار بهتر پیاده‌سازی نماید (یعنی دیگر به کلاسِ پایه‌یِ وظیفهٔ جاوا (به انگلیسی: JavaTaskBase) نیازی نخواهد بود). به علاوه گراف صحنه‌ایی تعریف و طراحی شده‌است تا به صحنه‌ها در پس‌زمینه توسط یک «نخ» ساخته شده و سپس به برنامهٔ اصلی در «حال اجرا» بپیوندند.
در ۲۶ می ۲۰۱۱، اوراکل نگارش ۲٫۰ جاوا اف‌ایکس، نگارش بتا را منتشر نمود که تنها برای نگارش‌های ۳۲ و ۶۴ بیتی ویندوزهای ایکس‌پی، ویستا، هفت ارایه‌شد. در دسترسی اولیه، سیستم‌عامل مک‌اواس ایکس نیز برای استفاده از سوی اعضای پشتیبانی قابل دسترسی بود. اگرچه هنوز طراحی لینوکس کامل نشده و برای همین نگارش طرح‌ریزی شده‌است. جاوااف‌ایکس ۲ زبان توضیحی اکس‌ام‌ال جدیدی به نام اف‌ایکس‌ام‌ال را مورد استفاده قرار می‌دهد..

### جاوا اف اکس ۲.۱
در ۲۷ آوریل ۲۰۱۲ آوراکل نگارش ۲.۱ از جاوا اف‌اکس را ارائه کرد که شامل ویژگی‌های اصلیِ زیر بود
- اولین نسخه‌ٔ رسمی برای مک‌اواس اکس (تنها میزی(دسکتاپ))
- کدک اچ.۲۶۴/ام‌پی‌ایی‌حی-۴ ای‌وی‌سی (H.264/MPEG-4 AVC)
- متنِ کول‌تایپ

بهبود در نما شامل کنترلِ جعبه کمبو، نمودارها (نمودار پشته‌ایی) و نوار منو
- ابزارِ وب‌ویی(نمای وب) که به جاوا اسکریپا اجازه می‌دهد که متدهای جاوا را فراخوانی نماید

### جاوا اف‌اکس ۲.۲
در ۱۴ اوتِ ۲۰۱۲ اوراکل جاوا اف‌اکس ۲.۲ را منتشر نمود که شاملِ ویژگی‌های اصلی زیر بود.
- پشتیبانی از لینوکس (شاملِ افزونه و وب‌استارت)
- کانواس
- کنترل جدید» غول‌پیکر، صفحه‌بندی
- پشتیبانی از جریانِ زنده‌ٔ اچ‌تی‌تی‌پی
- رویدادهای لمسی و ژستِ دست
- ابزار برنامه‌نویسیِ کمکی دستکاریِ تصویر
- بسته‌بندی بومی

جاوا اف‌اکس ۲.۲ امکانِ بسته‌بندیِ جدیدی که بسته‌بندی بومی نامیده می‌شود، به آن اضافه شده‌است که اجازه می‌دهد که یک برنامه‌ٔ کاربردی در قالبِ «مجموعه‌ٔ بومی» قرار گیرد. کاربران به کمکِ آن قادرند تا نصب و اجرایِ برنامه را بدونِ هیچ برنامه‌ٔ خارجی مانند JRE و FX SDK اجرا شوند
طیِ جاوای استانداردِ ۷، روزآمدی ۶ام، مجموعه‌ٔ جاوا اف‌اکس درون پلتفرم جاوای استاندارد تعبیه شد.

### کارهای آینده
هنگامی که جاوای ۸، جاوا اف‌اکس به عنوان بخشی از محیط اجرا/توسعه جاوا خواهد بود، باهمان شماره‌گذاری یعنی جاوا اف‌اکس ۸.
از زمانِ عرضه‌ٔ جاوا اف‌اکس ۲.۲، اوراکلِ ویژگی‌های جدیدی را معرفی نموده:
- پشتیبانی از سه‌بعدی سازی[۱۲][۱۳]
- پشتیبانی از حسگر
- پشتیبانی از چاپ و متنِ غنی

اوراکل همچنین از انتشارِ متنِ «کورا» زبان سایه‌گذاری دی‌اس‌ال برای جاوااف اکس برای تولید سایه‌زن در اپن‌جی‌ال و مایکروسافت دایریکت۳دی خبر داد.

## اجازه نامه‌ها
هم اکنون برای بخش‌های مختلفی از جاوا اف ایکس اجازه نامه‌ها مختلفی وجود دارد:
- هسته جاوا اف ایکس هنوز تحت اجازه نامهٔ نرم‌افزار اختصاصی است و هنوز عمومی نشده‌است.[۱۵]
- مترجم جاوا اف ایکس، و نگارش قدیمی تر گراف دو بعدی آن، تحت اجازه‌نامه عمومی همگانی گنو نگارش دوم، قرار دارد.[۱۶][۱۷]
- افزونه نتبینز برای جاوا اف ایکس، تحت اجازه‌نامه عمومی همگانی گنو (نگارش دوم) و اجازهه نامهٔ توسعه و توزیع مشترک قرار دارد.[۱۵]

بعد از انتشار برنامه، جین کاول، به عنوان معاون بخش نرم‌افزار مشتریان، اعلام کرد که آن‌ها به زودی خصوصیات جاوا اف ایکس را منتشر خواهند نمود. و این کار را تا انتشار متن باز هسته زمان اجرایی جاوا اف ایکس ادامه خواهد داد، بخش بخش‌هایی که تحت اجازه نامه شرکت‌های دیگری باشد.